# Legura
Legura ili slitina homogena je smjesa (čvrsta otopina) dvaju ili više metala. Sama legura ima svojstva metala, ali obično različita od svojih sastojaka. Osim metala legura može sadržavati i nemetale. One legure koje sadrže samo dva elementa nazivaju se binarne legure, dok se one koje sadrže tri elementa nazivaju ternarne legure. 
Neke su od najpoznatijih legura:
- čelik
- bronca
- bijelo zlato
- nordijsko zlato
- mjed.